# Legugnon
Pour les articles homonymes, voir Legugnon (homonymie).
Legugnon (prononcé [leɡyɲɔ̃] ; nommé également Légugnon) est une ancienne commune française du département des Pyrénées-Atlantiques. En 1841, la commune fusionne avec Saint-Marie pour former la nouvelle commune de Sainte-Marie-Legugnon.
De nos jours, Legugnon fait partie de la commune d'Oloron-Sainte-Marie.

## Géographie
Le village se situe à la naissance des trois vallées du Haut-Béarn : la vallée d'Aspe, la vallée d'Ossau et la vallée de Barétous.

## Toponymie
Le toponyme Legugnon apparaît sous les formes 
Lugunhoo (1375, contrats de Luntz), 
Lugunhon (XIVe siècle, censier de Béarn), 
Sanctus-Johannes de Legunhon et Sanctus-Petrus de Legunhon (respectivement 1612 et 1619, insinuations du diocèse d'Oloron).

## Histoire
En 1385, Legugnon comptait onze feux. Paul Raymond note que Legugnon comptait une abbaye laïque, vassale de la vicomté de Béarn.

## Démographie
| 1793 | 1800 | 1806 | 1821 | 1831 | 1836 |
| ---- | ---- | ---- | ---- | ---- | ---- |
| 201  | 123  | 158  | 160  | 145  | 164  |

## Culture locale et patrimoine

### Patrimoine civil
Le château de Legugnon date des XVIe et XVIIe siècles. Il est classé aux Monuments historiques depuis 1993.

## Pour approfondir